# Ritmo infradiano
Un ritmo infradiano è un ritmo con una frequenza inferiore di un ritmo circadiano, cioè con un periodo superiore alle 24 ore. Esempi sono: le mestruazioni, l'allevamento, i ritmi stagionali. Al contrario, il ritmo ultradiano si riferisce a ritmi con periodi più brevi rispetto al periodo di un ritmo circadiano.